# Turnia Lipczyńskiej

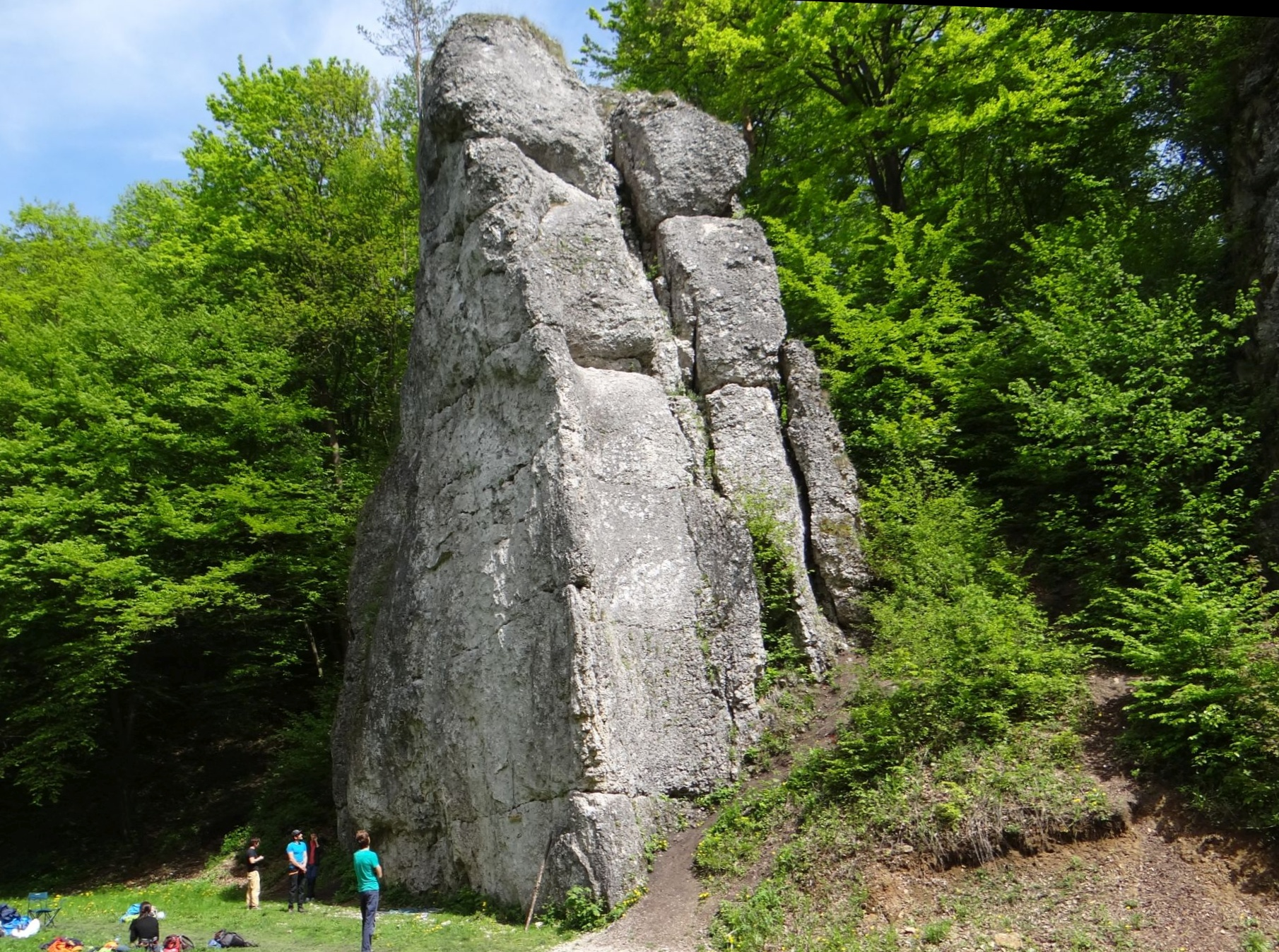
Lipczyńska II

Turnia Lipczyńskiej – skała w Dolinie Będkowskiej na Wyżynie Krakowsko-Częstochowskiej. Pod względem administracyjnym znajduje się na terenie wsi Łazy w województwie małopolskim, w powiecie krakowskim, w gminie Jerzmanowice-Przeginia. Skała znajduje się w środkowej części Doliny Będkowskiej, na północnym skraju Brandysowej Polany, na rozszerzeniu dna bocznego wąwozu łączącego się z dnem doliny po orograficznie prawej stronie potoku Będkówka. Przez wspinaczy skalnych nazywana jest Lipczyńską.

## Opis
Lipczyńska wraz z Dupą Słonia, Płaską Turniczką i Babką tworzą popularny kompleks skał wspinaczkowych. Lipczyńska znajduje się tuż po zachodniej stronie Dupy Słonia. Zbudowana jest z wapieni. Ma wysokość 20 m, ściany połogie, pionowe i filar. Jest na niej 13 dróg wspinaczkowych o trudności od III+ do VI.4+ w skali polskiej. Wszystkie mają zamontowane stałe punkty asekuracyjne: ringi (r) i stanowisko zjazdowe (st).

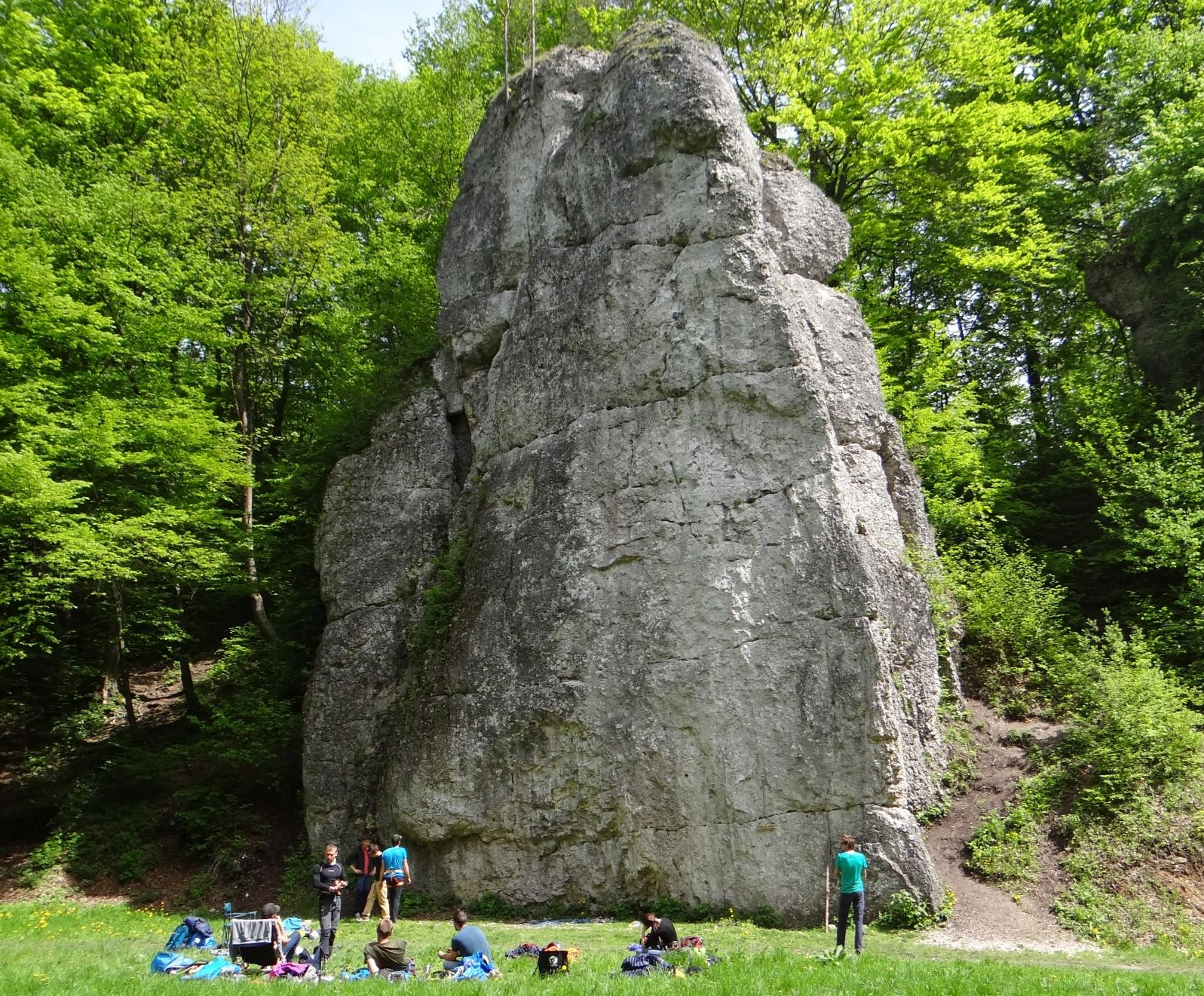
Lipczyńska I
1. Enpec; 8r + st, III+, 20 m
2. Enderman; 10r + st, VI.1+, 20 m
3. Projekt (Rozpacz okapozwisa); 10r + st, 20 m
4. Minecraft; 9r + st, V, 20 m
5. Baby zombie; 9r + st, VI, 20 m
6. Projekt (Zombie); 9r + st, 20 m
7. Ryski Dziędzielewicza; 6r + st, VI.2, 20 m
8. Lipczyńska; 8r + ST VI.2+, 20 m
9. Ani me, ani be, ani kukuryku; 9r + st, VI.3, 20 m
10. Środek Lipczyńskiej; 9r + st, VI.4/4+, 20 m
11. Apoteoza wytrysku; 7r + st, VI.4, 20 m
12. Kant Lipczyńskiej; 5r, VI, 20 m

Lipczyńska II
1. Kant Lipczyńskiej; 7r + st, VI, 20 m
2. Niemy cyk; 6r + st, VI.1, 20 m
3. Depresja Lipczyńskiej; 6r + st, VI+, 20 m[2].